# Радостин Кишишев
Радостин Проданов Кишишев (болг. Радостин Проданов Кишишев, нар. 30 липня 1974, Бургас) — болгарський футболіст, що грав на позиції півзахисника. По завершенні ігрової кар'єри — тренер.
Виступав, зокрема, за клуб «Чарльтон Атлетик», а також національну збірну Болгарії, яку представляв на чемпіонаті Європи 1996 року і чемпіонаті світу 1998 року.

## Клубна кар'єра

### Ранні роки
Кишишев, що народився в болгарському місті Бургас, починав свою кар'єру футболіста в місцевих клубах «Чорноморець» та «Нефтохімік». Потім він виступав на позиції центрального півзахисника за турецьку команду «Бурсаспор» в 1997-1998 роках, де грав разом з іншим болгарським футболістом Костадином Видоловим. Після цього він повернувся в Болгарію, перейшовши в клуб «Літекс», разом з яким двічі ставав чемпіоном Болгарії в 1998 і 1999 роках. Під час сезону 1997/98 «Літексу» було зараховано дві технічні поразки (у гостьовій грі із «Велбаждом» і домашньому матчі з софійським «Левскі») через неправильне оформлення переходу Кишишева з «Бурсаспора», які втім не завадили команді виграти свій перший чемпіонський титул.

### «Чарльтон»
Влітку 2000 року Кишишев підписав контракт з новачком англійської Прем'єр-Ліги, клубом ««Чарльтон Атлетик», в якому він провів наступні 7 років. Спочатку він грав на позиції правого захисника, потім головний тренер Алан Кербішлі перевів його на позицію півзахисника. Граючи майже у всіх матчах «Чарльтона» в Прем'єр-лізі Кишишев заробив репутацію працівника і бійця, але зрідка він зазнавав критики через випадкові втрати концентрації, які приводили до пропущених голів. За «Чарльтон» болгарин провів два голи в чемпіонаті, обидва припали на сезон 2002/03. Він забив у принциповому протистоянні з лондонським «Вест Гем Юнайтед», що зробило його на деякий час героєм у вболівальників.
Після того, як Кербішлі покинув Чарльтон в 2006 році, кількість появ Кишишева в першій команді почала знижуватися. Він провів свій останній матч за клуб в січні 2007 року, після чого він був відданий в оренду в «Лідс Юнайтед» з Чемпіоншипу. Кишишев отримав звання людини матчу у свої дебютній грі проти «Шеффілд Венсдей» (2:3). Його приїзд на Елланд-роуд збігся з найкращими результатами Лідса в сезоні, але було занадто пізно, щоб врятувати клуб від вильоту. «Лідс» хотів підписати Кишишева на постійній основі влітку, але після того, як на них була накладена заборона на трансфери Кишишеву довелося шукати нове місце роботи деінде.

### «Лестер Сіті»

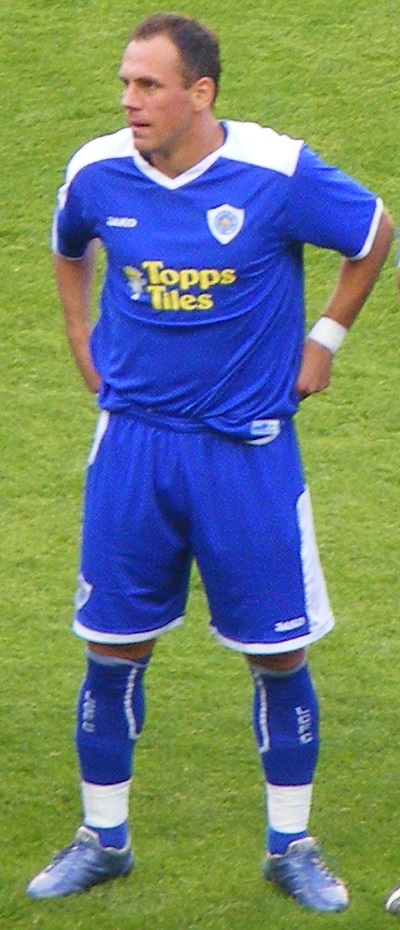
Радостин Кишишев під час виступів за «Лестер Сіті». 2008 рік.

В червні 2007 року Кишишев на правах вільного агента перейшов у «Лестер Сіті» з Чемпіоншипу, підписавши дворічний контракт. Проте через постійну зміну тренерів болгарин не зумів закріпитись в команді, зігравши на початку сезону лише 7 матчів, після чого восени був знову відданий в оренду в «Лідс Юнайтед». Кишишев отримав травму і пропустив перші матчі, після чого виходячи на поле не вразив публіку, як у минулому приїзді, тому після відставки тренера Денніса Вайза на початку 2008 року і сам покинув «Лідс». 
Повернувшись в «Лестер Сіті» Радостин так і не зіграв за «лис» жодного матчу до кінця сезону. Тим не менш новий тренер Найджел Пірсон вирішив залишити гравця на сезон 2008/09, де він також виступав в ролі перекладача для товариша по команді та співвітчизника Александра Тунчева. 19 грудня 2008 року контракт Кишишева був розірваний за взаємною згодою, оскільки до цього моменту він зіграв за клуб лише одну гру у кубку.

### «Літекс» і повернення в Англію
У січні 2009 року, у віці 35 років, він повернувся до Болгарії після дев'ятирічної відсутності, ставши гравцем «Літекса» Станимира Стоїлова. Під керівництвом його наступника Ангела Червенкова Кишишев відсвяткував третє звання болгарського чемпіона у своїй кар'єрі (і третє в історії «Літеса»).
16 липня 2010 року було оголошено, що Кишишев повернувся в Англію і підписав річний контракт з «Брайтон енд Гоув Альбіон». Кишишев дебютував у першому турі в матчі «Свіндон Тауна» (2:1). У травні 2011 року клуб оголосив, що Радостин буде випущений з клубу наприкінці сезону після закінчення його поточного контракту разом з п'ятьма іншими гравцями. Всього за сезон болгарський легіонер зіграв у 32 матчах і допоміг команді зайняти перше місце та вийти в Чемпіоншип.

### Закінчення кар'єри
У липні 2011 року Кишишев оголосив, що хоче закінчити свою кар'єру в своєму рідному клубі «Чорноморець» з Бургаса, де і провів свій останній у кар'єрі сезон.  Після цього з 20 листопада 2012 року по травень 2014 року він був технічним директором «Чорноморця».

## Виступи за збірну
На початку 1996 року дебютував в офіційних матчах у складі національної збірної Болгарії. Через кілька місяців він у складі збірної був учасником чемпіонату Європи 1996 року в Англії, де зіграв два матчі з трьох, витіснивши зі складу досвідченого Еміла Кременлієва. Також через два роки був основним гравцем збірної на чемпіонаті світу 1998 року у Франції.
У 2003 році, коли болгари вже забезпечили собі участь на Євро-2004, він несподівано оголосив про закінчення кар'єри у збірній. Відсутність тривала понад рік. Він повернувся до команди за ініціативи нового головного тренера збірної Христо Стоїчкова. У команді, що невдало боролась за вихід на Євро-2008 він найчастіше був опорним півзахисником. Але після того як на початку 2008 року збірну знову очолив Пламен Марков (який керував болгарською збірною на Євро-2004), Кишишев вирішив вдруге піти зі збірної. У останньому перед уходом матчі з Албанією (1:1) він відзначився автоголом.
Однак після зміни тренера, коли Маркова у 2009 році замінив Станимир Стоїлов, Кишишев знову повернувся в збірну, взявши участь у кваліфікації до чемпіонату світу 2010 року з Ірландією (1:1) і Кіпром (2:0). У цьому відборі  він також забив свій єдиний гол формі збірної — проти Чорногорії (4:1) 5 вересня 2009 року. Через чотири дні з Італією (0:2) Радостин провів свій останній матч за збірну. Всього протягом  своєї кар'єри у національній команді, яка тривала 14 років, провів у формі головної команди країни 85 матчів.

## Кар'єра тренера
Розпочав тренерську кар'єру невдовзі по завершенні кар'єри гравця, в жовтні 2014 року, очоливши тренерський штаб клубу «Верея», але пропрацював в команді лише до березня наступного року.
У 2015 році недовго очолював клуби «Бургас» та «Нефтохімік».
З 2017 року став працювати тренером юнацької команди «Чорноморець 1919» (U-19).
У 2018 році був головним тренером «Чорноморця» (Бургас).

## Титули і досягнення
- Чемпіон Болгарії (3):

«Літекс»: 1997/98, 1998/99, 2009/10
- Володар Кубка Болгарії: (1):

«Літекс»: 2008/09